# Messor carthaginensis
Messor carthaginensis es una especie de hormiga del género Messor, subfamilia Myrmicinae.